# Zakarie Labidi
Zakarie Labidi (Villeneuve-la-Garenne, 8 februari 1995) is een Frans voetballer die bij voorkeur als offensieve middenvelder speelt. Hij stroomde in 2015 door vanuit de jeugd van Olympique Lyon.

## Clubcarrière
Labidi werd geboren in Villeneuve-la-Garenne en is afkomstig uit de jeugdacademie van Olympique Lyon. Op 21 februari 2016 debuteerde hij in de Ligue 1 tegen Lille OSC. Hij verving na 83 minuten Jordan Ferri. Eén week later mocht de linksbenige offensieve middenvelder opnieuw invallen tegen Paris Saint-Germain. Hij viel na 88 minuten in voor Sergi Darder. Lyon won het thuisduel met 2–1 dankzij treffers van Gnaly Cornet en Sergi Darder.

## Interlandcarrière
Labidi kwam reeds uit voor verschillende Franse nationale jeugdelftallen. Hij maakte onder meer vijf treffer in zestien interlands voor Frankrijk –16.